# 김우석 (1975년)
김우석(金宇錫, 1975년 9월 2일 ~ )은 전 KBO 리그 삼성 라이온즈의 내야수이자, 현 KBO 리그 한화 이글스의 수비코치이다.

## 선수 시절

### 아마추어 시절
1998년에 홍익대학교 졸업 후 프로 지명을 받지 못해 실업 야구 팀인 포스틸을 거쳐 상무에 입대해 군 복무를 했다.

### 상무 야구단시절
LG 트윈스 2군과의 경기가 잦았는데 2군 경기에서 탄탄한 수비 능력을 보여 당시 LG 트윈스의 감독이었던 김성근의 눈에 들었다. 군 복무를 마친 뒤 2002년에 LG 트윈스의 2차 1라운드 지명을 받았다.

### LG 트윈스시절
입단 후 첫 시즌 때는 주로 후반 대수비 요원으로 활약했고, 2002년 한국시리즈에 출전했다. 2004년에 데뷔 첫 홈런을 기록했다. 그러나 수비력에 비해 타격이 약해서 선발 출장 기회가 많지 않았다.
2007년 시즌을 앞두고 궤양성 대장염을 앓으면서 1군에 모습을 드러내지 못하다가 9월 1일 확장 엔트리 때 수비 보강 차원에서 1군에 등록됐다. 9월 7일 SK 와이번스와의 경기에서 대수비로 나와 경기 후반 정경배의 평범한 뜬공 타구를 놓치는 결정적인 실책으로 동점을 내줬고, 이 실책은 팀의 4강 진출 가능성을 지워버리는 역전패가 됐다. 2007년 시즌 후 방출됐다.

### 삼성 라이온즈시절
방출 후 2008년 시즌 전에 이적했다. 박진만이 부상으로 1군에서 제외됐을 때 백업 수비 요원으로 잠시 출장했고, 1군에서 단 8경기에만 출장했다. 20여일 만에 2군으로 내려갔고, 시즌 후 방출됐다. 2007년부터 궤양성 대장염을 앓고 있었던 그는 건강을 이유로 은퇴를 선언했다.

## 야구선수 은퇴 후
은퇴 후 당시 충훈고등학교 야구부의 감독이었던 김인식의 부름을 받아 코치 생활을 시작했다.
2014년부터 2022년까지 LG 트윈스에서 수비코치를 맡았고, 2023년에는 두산 베어스의 2군 수비코치로활동하였다.
2024년부터 한화 이글스의 수비코치로 활동한다.

## 출신 학교
- 인천석천초등학교
- 상인천중학교
- 인천고등학교
- 홍익대학교 영어영문학과